# Kosuke Ota
Kosuke Ota (太田 宏介 Ōta Kōsuke), född 23 juli 1987 i Tokyo prefektur, Japan, är en japansk fotbollsspelare som spelar för Perth Glory.

## Karriär
I december 2020 värvades Ota av australiska Perth Glory.